# チャクラヌガラ
チャクラヌガラ(Cakranegara)は、インドネシア西ヌサ・トゥンガラ州ロンボク島マタラムのチャクラヌガラ地域にある行政区。

## 概要

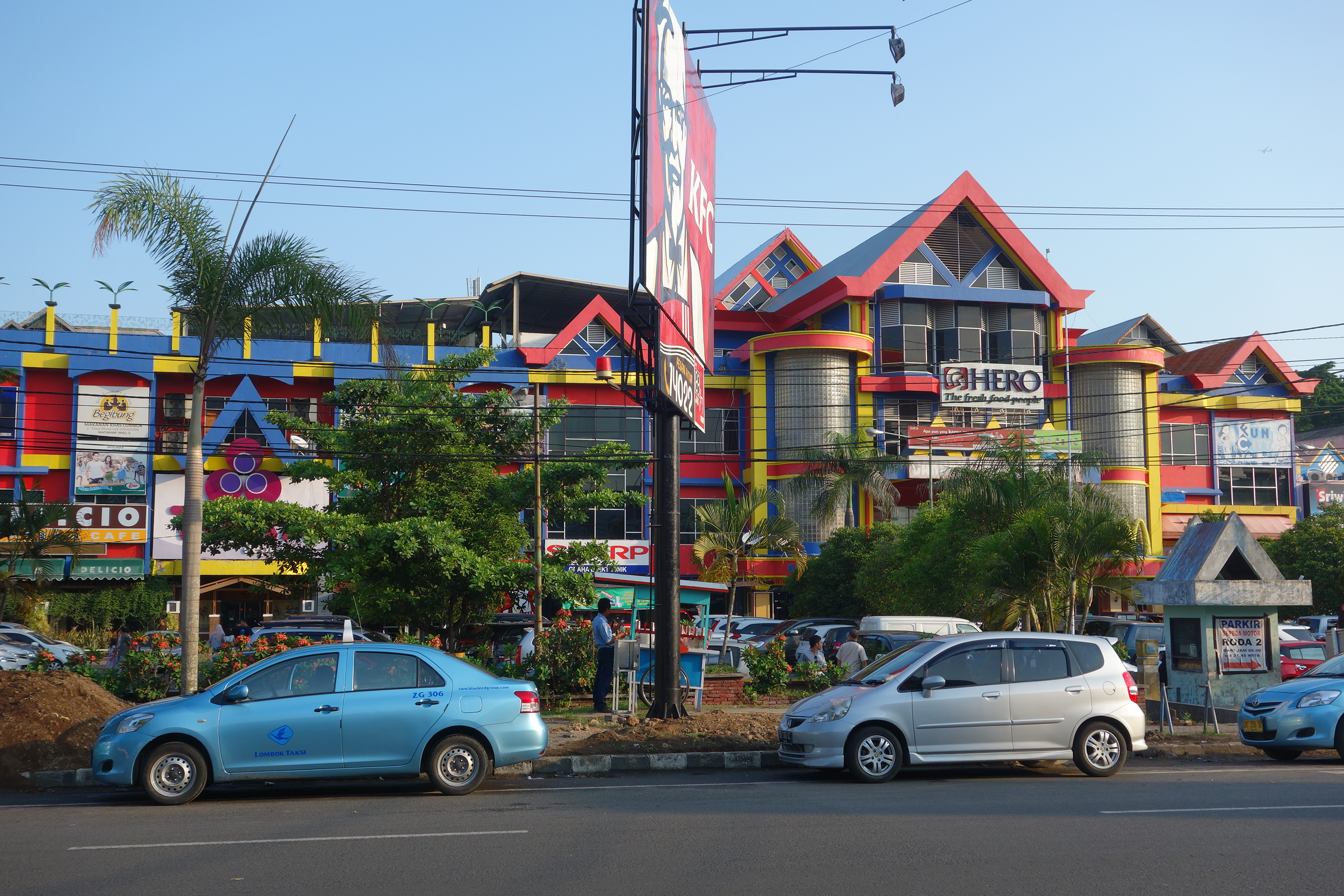
マタラムモール(北口)

マタラムの商業中心地で、マタラムモールなどがある。

## 地理
マタラム北東部に位置する。

### 地区
10の地区に分けられる。
- 西チャクラヌガラ(Cakranegara Barat)
- 東チャクラヌガラ(Cakranegara Timur)
- 北チャクラヌガラ(Cakranegara Utara)
- 南チャクラヌガラ(Cakranegara Selatan)
- 南チャクラヌガラ新町(Cakranegara Selatan Baru)
- チリナヤ(Cilinaya)
- マユラ(Mayura)
- サプタ・マユラ(Sapta Marga)
- カラン・タリワン(Karang Taliwang)
- サヤン・サヤン(Sayang-Sayang)

### 隣接自治体
マタラム
- サンドゥバヤ
- マタラム
- セラパラン

西ロンボク県
- グヌン・サリ
- リンサル

## 観光地

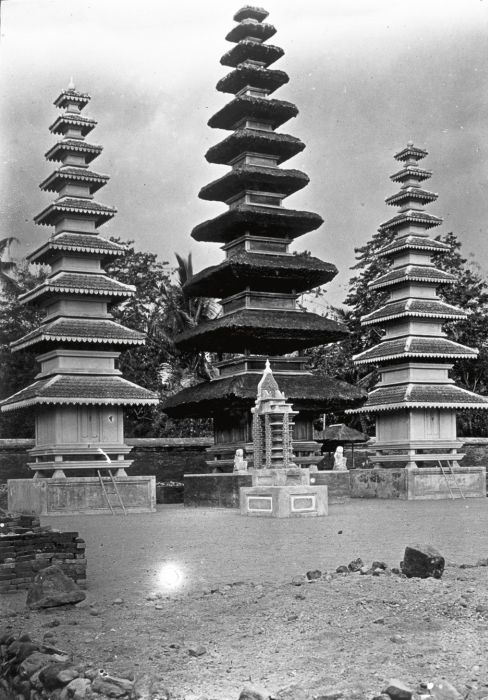
メル寺院

- メル寺院 - 1720年にカランガスム王国の王子により建立されたロンボク島最大のヒンズー教寺院。
- タマン・マユラ - 1744年にカランガスム王国のチャクラヌガラ王により建てられた宮殿。